# Höjentorp-Drottningkullen
Höjentorp-Drottningkullen är ett naturreservat i Skara kommun i Västra Götalands län.
Området är skyddat sedan 1976 och omfattar 900 hektar, varav 280 är sjöareal. Det är beläget norr om Varnhem mitt emellan Skara och Skövde. Reservatet är kuperat med åsar, kullar, gropar och sjöar i ett kamelandskap. 
Höjentorp-Drottningkullen är det största av de sex naturreservaten i Valleområdet. Större delen av reservatet uppvisar ett välbevarat och värdefullt kulturlandskap med öppna betes- och åkermarker omväxlande med mer sluten ädellövskog. På kullar och åsar finns betesmarker, ädellövskog och lundvegetation. Det finns många grova ekar och almar som medför stor artrikedom vad gäller lavar, svampar och insekter. Lunglav trivs i miljöer med gamla lövträd. Omkring 1000 av träden räknas som grova lövträd, eftersom de har en diameter på mer än 70 cm.
På våren växer ramslök och vitsippor på marken. I området finns även lövsumpskogar samt rikkärr. Där växer majviva, axag och orkidéer. I området trivs törnskata och ärtsångare.Sjöarna är kalkrika och hyser kransalger.
Drottningkullen ska ha fått sitt namn efter att Drottning Ulrika Eleonora besökte platsen 1722. Från Drottningkullen i sydöst kan man se ut över naturreservatet och ner mot Varnhems klosterkyrka. Mitt i området ligger Höjentorps gård som har anor från medeltiden.
Området ingår i EU:s ekologiska nätverk av skyddade områden, Natura 2000.

## Bilder
Under medeltiden stod ett slott på denna plats - Höjentorps slott. Barockslottet brann dock ned till grunden år 1722. Idag syns förhöjningar i marken efter huvudbyggnaden och de två flyglarna. 

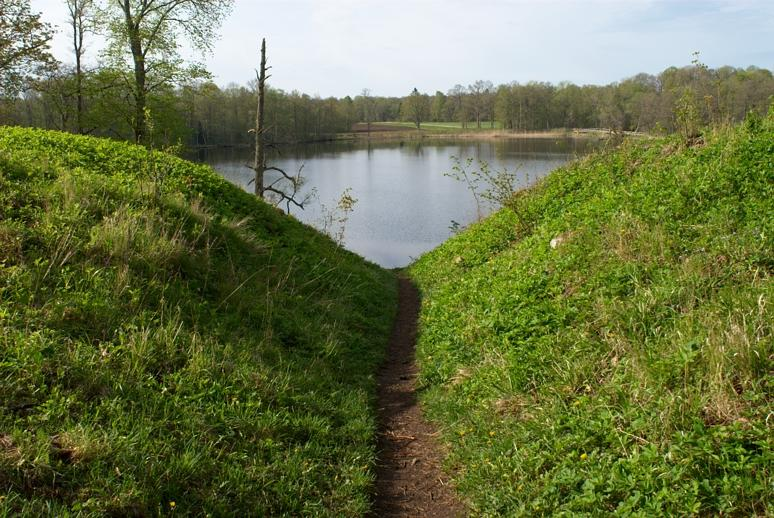
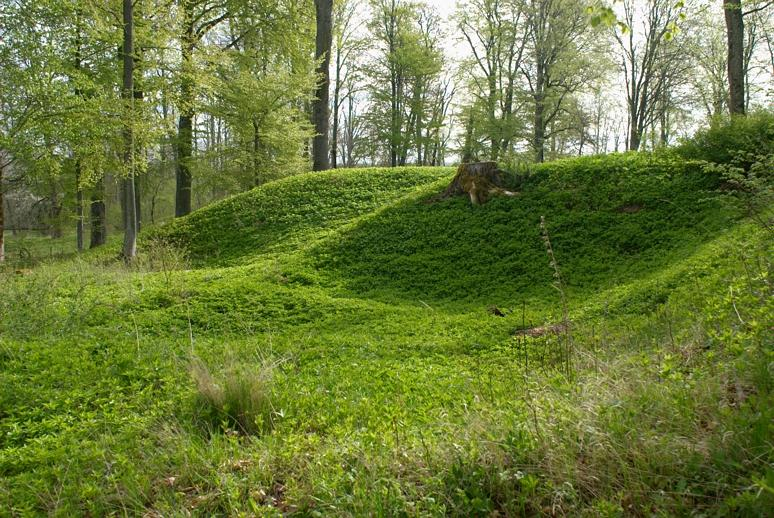
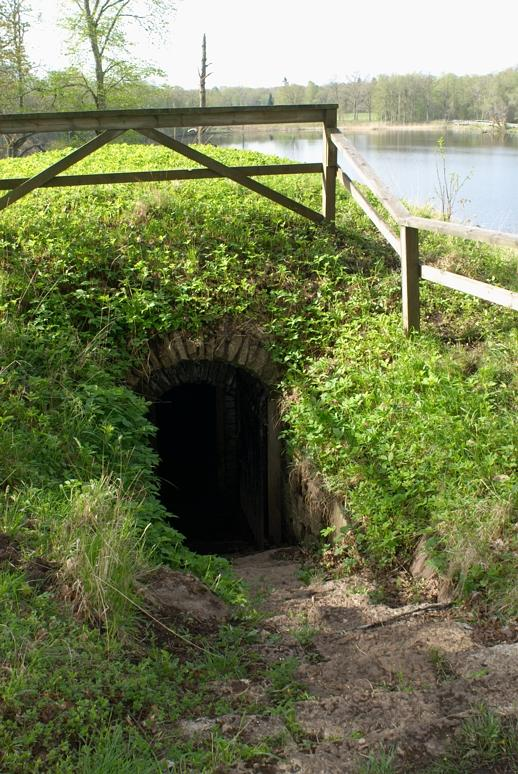
Källarruin.